# Gino Piserchio
Gino Piserchio (5 de setembro de 1944 – 22 de março de 1989) foi um ator, compositor e músico italiano. Ele ficou conhecido por seu papel no filme de 1965 "Beauty No. 2", de Andy Warhol, onde contracenou ao lado da bela Edie Sedgwick.
Em 1968, ele apareceu no drama "A Lovely Way to Die".
Em adição a sua carreira de ator, Piserchio foi notado por ser um músico. Piserchio foi um dos primeiros músicos a utilizar o sintetizador Moog. Foi ele quem fez a trilha sonora para o filme "Ciao! Manhattan", de 1972.
Piserchio faleceu em 1989, por uma infecção decorrente da AIDS.

## Filmografia
| Ano  | Filme               | Papel  | Notas                                   |
| ---- | ------------------- | ------ | --------------------------------------- |
| 1965 | Space               |        |                                         |
| 1965 | Beauty No. 2        |        |                                         |
| 1968 | A Lovely Way to Die | Michel | Título Alternativo: A Lovely Away to Go |
| 1972 | Ciao! Manhattan     | -      | Compositor                              |